# Jovem Pan FM
Jovem Pan FM (também referida como Jovem Pan Fun & Music) é uma rede de rádios brasileira com sede no município de São Paulo, capital do estado homônimo. Possui afiliadas em todos os estados das regiões Centro-Oeste, Sudeste e Sul, e também possui afiliadas em sete estados da região Nordeste e no estado do Amazonas, na região Norte.
Parte do Grupo Jovem Pan, a rede foi fundada em 3 de junho de 1994, e sua primeira afiliada foi a Jovem Pan FM Piracicaba (FM 103,1 MHz).
A programação da Jovem Pan FM é baseada principalmente em músicas do universo Jovem/Pop, seguidos também por transmissões de programas jornalísticos e esportivos exibidos por todas as emissoras componentes da  Rede Jovem Pan, sendo hoje a maior e mais ouvida rede de rádios do Brasil.

## História
A Rádio Jovem Pan 2 FM de São Paulo entrou no ar no dia 1 de julho de 1976 na frequência de FM 100,9 MHz, após um período de transmissões experimentais.  À época, a Jovem Pan estava preparando a sua mudança de sua então sede na Avenida Miruna, no bairro de Indianópolis, para um novo edifício situado no número 807 da Avenida Paulista, na região de Cerqueira César, sendo que a antena de transmissão da nova emissora seria também instalada no topo do mesmo prédio.
Antônio Augusto Amaral de Carvalho Filho, mais conhecido como Tutinha, ficou responsável por cuidar da direção da nova emissora e passou a administrá-la após a sua inauguração. A Jovem Pan 2 foi pioneira em seu segmento no dial paulistano, fazendo com que figurasse entre as mais ouvidas da Região Metropolitana de São Paulo, além de que posteriormente surgissem novas rádios com o mesmo gênero musical jovem da emissora.
A emissora começou a atuar em rede nacional em 1994, quando foi criada a Rede Jovem Pan SAT, a primeira rede de rádio a ser transmitida em sistema totalmente digital via satélite no Brasil. A rede Jovem Pan SAT é formada por emissoras que operam tanto no dial FM quanto no dial AM, porém as afiliadas que operam em AM ficavam com a programação jornalística da Jovem Pan, enquanto as emissoras em FM tocavam a programação da Jovem Pan 2.
O programa Pânico, criado em 1993, foi um dos primeiros a serem transmitidos em rede nacional pela emissora. O sucesso do programa fez com que posteriormente em 2003, ganhasse a sua versão televisiva. O Pânico na TV foi exibido originalmente entre 2003 e 2011 pela RedeTV!, sendo que no ano seguinte surgiu uma nova versão televisiva do programa, Pânico na Band, que estreou após a transferência dos mesmos para a Rede Bandeirantes. O programa de rádio é exibido diariamente em rede nacional até hoje pela emissora.
Durante 2017, a emissora em SP aderiu à programação de música sertaneja, mas voltou à programação exclusiva de música pop após inúmeras reclamações.

## Controvérsia
Na vésperas da manifestação pró-governo Bolsonaro de 26 de maio de 2019, Marco Antonio Villa disse no "Jornal da Manhã" que "atos neonazistas aconteceriam no dia 26". Mais tarde, a direção da Jovem Pan (que apoia declaradamente o governo Bolsonaro) afastou o jornalista por 30 dias e informou falsamente que ele estava de "férias". Passado o tempo de afastamento, Marco Antonio Villa declarou: 
"Eu decidi que não queria mais voltar para a Pan. Não tinha mais nem condições de voltar a trabalhar lá. Senti que não havia mais clima depois de me darem uma quase punição"
(…)
"Fiquei entristecido com a minha saída, gostava muito de trabalhar lá, mas infelizmente acabou dessa forma, que não era a melhor forma que eu queria que terminasse essa relação. Eu fiz de tudo para ter uma saída elegante, não queria sair batendo a porta."
No dia 9 de janeiro de 2023, o Ministério Público Federal (MPF) anunciou uma abertura de inquérito contra o Grupo Jovem Pan, sob acusação de divulgação de notícias falsas e de incentivar os atos antidemocráticos, sendo estes após às eleições de 2022 e na invasão à Praça dos Três Poderes. Na ação, foi solicitada a cassação das concessões de rádio e TV da empresa pelo uso indevido dos meios de comunicação para o incentivo aos atos. No dia 10 de janeiro, foi anunciado o afastamento por tempo indeterminado dos comentaristas Paulo Figueiredo, Rodrigo Constantino e Zoe Martinez, após os mesmos serem citados na ação.